# Universidade de Sunshine Coast
A Universidade de Sunshine Coast (em inglês: University of the Sunshine Coast) é uma universidade localizada em Queensland, Austrália. Foi fundada em 1994.